# جزيرة فوكلاند الغربية
جزيرة فوكلاند الغربيَّة (بالإنجليزية: West Falkland)‏ أو جزيرة ماليفنا الكبيرة (بالإسبانية: Isla Gran Malvina)‏ هي ثاني أكبر جزر أرخبيل فوكلاند. تعتبر هذه الجزيرة كثيرة التضاريس والمُرتفعات، وهي مفصولةٌ عن جزيرة فوكلاند الشرقية المجاورة بمضيق فوكلاند. تبلغ مساحتها 4,532 كـم2 (1,750 ميل مربع)، أي ما يُعادِل 37% من مساحة أرخبيل فوكلاند الكلية تقريباً، ويبلغ طول سواحلها 1,258.7 كم.

## السكان
يعيش أقلُّ من 200 شخصٍ على جزيرة فوكلاند الغربية، مٌبَعثرين على طول شواطئها. أكبر البلدات القائمة على الجزيرة هي ميناء هاورد، الذي يُطِلُّ على الساحل الشرقي وفيه مدرج جوي. توجد أيضاً العديد من المستوطنات الصَّغيرة الأخرى التي تتصل بشبكة طرقٍ جيّدة، ولديها أيضاً مدارج ومرافئ صغيرة. كان عدد سكان الجزيرة 265 نسمة في سنة 1986، إلا أنَّه انحدر إلى 144 نسمة فحسب في 2001، ولا زال في تناقص.
لكون جزيرة فوكلاند الغربية منفصلةً عن العاصمة ستانلي وعن قاعدة جبل بليزنت الجوية، فهي تعتبر جزءاً ممَّا يُدعَى كامب (Camp) أو بالأحرى ريف جزر فوكلاند، وهي جميع الأنحاء المنعزلة الواقعة خارج المدينة الرئيسيَّة ومُحيطها.